# Dieter Pfaff
Dieter Pfaff (* 2. říjen 1947, Dortmund; † 5. březen 2013, Hamburk) byl německý herec. Ztvárnil několik vedlejších filmových rolí a epizodních rolí v televizních seriálech.

## Osobní život
Pfaff se narodil jako syn policisty. Jako dítě miloval hity 50. let a učil se je nazpaměť, načež ho babička vzala ke kadeřníkovi a hokynáři, kde ho nechávala zpívat před publikem. Navštěvoval Gymnázium Ernsta Barlacha v Unně, které absolvoval v roce 1968. Jedním z jeho spolužáků byl německý spisovatel Heinrich Peuckmann. Ve škole objevil svou vášeň pro herectví. V roce 1969 se oženil s manželkou Evou, kterou znal již ze školy. Z domova odešel brzy a svého otce znovu oslovil až poté, co se mu narodily děti. Pfaff litoval brzké smrti svého přísného otce, který zemřel ve věku 58 let, navzdory složitému vztahu, který k němu měl. Pfaff vždy nad svou tloušťkou žertoval: „Být tlustý je něco, co mě uzemňuje a připevňuje k zemi.“
Ve volném čase i při natáčení filmů zpíval a hrál na kytaru. V roce 2009 interpretoval country píseň Johnnyho Cashe Ring of Fire v seriálu Bloch, epizodě Tod eines Freundes. V roce 2010 také zpíval tuto píseň a skladbu Boba Dylana All Along the Watchtower v noční show Inas Nacht. Společně s Vadimem Glownou nazpíval v duetu titul You don’t let it show v seriálu Bloch, v epizodě Der Fremde.
Dieter Pfaff byl od roku 1969 ženatý s producentkou Evou Marií Emminger; měli dvojčata, dceru Johannu a syna Maxmiliána narozené v roce 1979. Od roku 1995 žil Pfaff se svou rodinou v Hamburku. Jeho dcera, toho času scenáristka a režisérka, je vdaná za režiséra Maxe Counta. Několik let pracoval jako zvláštní velvyslanec UNICEFu proti globálnímu využívání dětských vojáků a se svou ženou sponzoroval několik dětí.
České obecenstvo může Dietera Pfaffa znát zejména ze seriálu Tlusťoch, kde ztvárnil v hlavní roli postavu advokáta Gregora Ehrenberga, po kterém byl seriál pojmenován. Seriál se natáčel v letech 2005 až 2012, produkovalo jej hamburské televizní studio ARD, v Česku seriál uvedla Česká televize.
Pfaff trpěl částečnou barvoslepostí zelené a červené barvy. 20. září 2012 jeho agentura oznámila, že má rakovinu plic. 5. března 2013, během příprav na pátou řadu Tlusťocha, Pfaff podlehl své nemoci ve věku 65 let, obklopen svou rodinou. Ve vzpomínce mu byla věnována pátá epizoda seriálu Die Kanzlei, který se začal natáčet jako náhrada za původní seriál Tlusťoch.

## Vybrané role

### Filmy
| Název filmu              | Postava                       | Rok  |
| ------------------------ | ----------------------------- | ---- |
| Zabou                    | Schäfer                       | 1987 |
| Fantom: Hon na Dagoberta | Paule Pietsch, hlavní komisař | 1994 |
| Hlasy z temnot           | Gabriel                       | 1999 |

### Seriály

#### Hlavní role
| Název seriálu | Postava              | Rok  |
| ------------- | -------------------- | ---- |
| Tlusťoch      | Dr. Gregor Ehrenberg | 2005 |

#### Epizodní role
| Název seriálu         | Název epizody                | Řada | Díl | Rok  |
| --------------------- | ---------------------------- | ---- | --- | ---- |
| Místo činu            | Herzjagd                     | 11   | 12  | 1980 |
| Místo činu            | Plyšová zvířátka             | 13   | 12  | 1982 |
| Místo činu            | Černý víkend                 | 17   | 8   | 1986 |
| Místo činu            | Krvavá stopa                 | 20   | 8   | 1989 |
| Místo činu            | Zabou                        | 21   | 6   | 1990 |
| Místo činu            | Brémy: Stíny minulosti       | 33   | 17  | 2002 |
| Loď snů               | Hongkong                     |      | 23  | 1993 |
| Specialisté na vraždu | Šachista                     | 1    | 3   | 1998 |
| Stíny nad Stockholmem | Flickan i jordkällaren       | 3    | 2   | 2006 |
| Stíny nad Stockholmem | Den japanska shungamålningen | 3    | 5   | 2007 |